# 中村柊芽
中村 柊芽（なかむら しゅうが、2002年12月11日 - ）は日本の子役。セントラルグループに所属していた。

## 出演

### テレビドラマ
- 不信のとき〜ウーマン・ウォーズ〜（2006年7月 - 9月、フジテレビ）浅井義道 役
- 愛の劇場 いい女（2006年、TBS）三男 役
- 復讐するは我にあり（2007年3月28日、テレビ東京）吉村寛市 役
- 大河ドラマ 篤姫（2008年、NHK）小松安千代 役
- 笑顔をくれた君へ〜女医と道化師の挑戦〜（2008年3月14日、フジテレビ）谷口翔 役
- 太陽と海の教室 第3話（2008年8月4日、フジテレビ）川辺涼太 役
- 小児救命 第7話（2008年12月4日、テレビ朝日）三浦昂 役
- キイナ〜不可能犯罪捜査官〜 第1話（2009年1月21日、日本テレビ）田中勇太 役
- 月曜ゴールデン 女タクシードライバーの事件日誌4（2009年3月9日、TBS）北田和弘 役
- コンカツ・リカツ（2009年4月 - 5月、NHK）工藤拓 役
- ダンディ・ダディ?〜恋愛小説家・伊崎龍之介〜（2009年、テレビ朝日）
- ギネ 産婦人科の女たち（2009年10月 - 12月、日本テレビ）柊雄太 役
- 霊能力者 小田霧響子の嘘（2010年、テレビ朝日）小田霧幸太（幼少） 役
- BOSS 2ndシーズン 第3話（2011年5月5日、フジテレビ）佐神公一（幼少） 役
- 金曜プレステージ さだまさしドラマスペシャル 故郷 〜娘の旅立ち〜（2011年7月5日、フジテレビ）佐伯豪太 役
- 絶対零度〜特殊犯罪潜入捜査〜 第5話（2011年8月9日、フジテレビ）男の子 役
- レジデント〜5人の研修医 第5話（2012年11月15日、TBS）マサキ 役

### 映画
- アズールとアスマール（2006年）アスマール 役（吹き替え）
- 無認可保育園歌舞伎町ひよこ組（2007年）吉村ケンタ 役
- ゼロの焦点（2009年）

### CF
- 日本マクドナルド×東京ドーム「ビッグな夢を見よう」
- 大正製薬「パブロンSゴールド」
- 花王
- 東京都医療
- バンダイ「アンパンマンアパレル」
- 講談社「おともだち」「テレビマガジン」
- YAMAHA音楽教室
- Microsoft